# Leucogaster liosporus
Leucogaster liosporus är en svampart som beskrevs av R. Hesse 1882. Leucogaster liosporus ingår i släktet Leucogaster och familjen Albatrellaceae.   Inga underarter finns listade i Catalogue of Life.